# Favosthimosia chaotica
Favosthimosia chaotica is een mosdiertjessoort uit de familie van de Celleporidae. De wetenschappelijke naam van de soort is, als Osthimosia chaotica, voor het eerst geldig gepubliceerd in 2009 door López Gappa & Liuzzi.